# Nationalisme religieux
Le nationalisme religieux est la relation mêlant le nationalisme à une croyance particulière, une religion ou à un dogme. Cette relation peut être décomposée en deux aspects : la politisation de la religion et l'influence de la religion sur la politique.
Le nationalisme religieux à motivation idéologique n'est pas nécessairement dirigé contre les autres religions en tant que telles, mais peut être formulé en réponse à la modernité sociétale et, en particulier, en tant que laïque.
En général, de nombreux types de nationalisme comportent des aspects religieux, mais en tant que marqueur d'identité de groupe plutôt qu'en tant que motivation intrinsèque des revendications nationalistes.
Dans le premier aspect, une religion partagée peut être considérée comme contribuant à un sentiment d'unité nationale, un lien commun entre les citoyens de la nation. Un autre aspect politique de la religion est le soutien d'une identité nationale, semblable à une ethnie, une langue ou une culture partagées . L'influence de la religion sur la politique est plus idéologique , où les interprétations actuelles des idées religieuses inspirent l'activisme et l'action politiques, par exemple, des lois sont adoptées pour favoriser une adhésion religieuse plus stricte.
Le nationalisme religieux à motivation idéologique n'est pas nécessairement ciblé contre d'autres religions en soi , mais peut être articulé en réponse à la modernité et, en particulier, au nationalisme laïc. En effet, le nationalisme religieux peut s'articuler comme le binaire du nationalisme laïc. Les États-nations dont les frontières sont relativement récentes ou qui ont connu le colonialisme peuvent être plus enclins au nationalisme religieux, qui peut se présenter comme une interprétation plus authentique ou « traditionnelle » de l'identité. Ainsi, il y a eu une montée mondiale du nationalisme religieux dans le sillage de la fin de la guerre froide , mais aussi comme postcolonialla politique (confrontée à des défis considérables en matière de développement, mais également confrontée à la réalité de frontières définies par la colonisation, et donc quelque peu artificielles), a été remise en question. Dans un tel scénario, faire appel à un sens national de l'identité islamique, comme dans le cas du Pakistan (voir la Théorie des deux nations), peut servir à passer outre aux tensions régionales.

## Types de nationalismes religieux
- Fascisme clérical
- Islamo-nationalisme
- National-catholicisme
- Nationalisme chrétien
- Néosionisme,  Kahanisme